# Pracharanda
Pracharanda (řidčeji prachanda) je prášková přísada do pokrmů vyráběná ze sušeného ovoce, především hrušek.

## Surovina
Tradiční surovinou staré české kuchyně pro výrobu pracharandy byly hruštičky pláňata, drobné plody hrušně plané. Často se používají i dostupnější plody hrušně obecné, která je k dispozici i v řadě aromatických odrůd.
Mimo hrušek se podobně využívají i oskeruše, případně kdoule.

## Výroba
Pracharanda se vyrábí mletím, strouháním nebo drcením sušeného ovoce ve hmoždíři. Podle zvyklosti se liší i samotný postup sušení, některé recepty uvádějí sušení celých plodů (včetně jadřinců)
, jiné pracují s vykrájeným ovocem. Vhodnější jsou nepříliš měkké plody, aby po usušení zůstaly dostatečně křehké na umletí. Pro výrobu pracharandy jako plnidla se používaly hrušky horší jakosti a odrůd.
Podle zvyklosti byla takto vyrobená pracharanda určena k přímému použití, případně se ještě prosívala (například na Krkonošsku). Některé kuchařky ji používaly až ve směsi s cukrem a skořicí.

## Využití
Používá se pro více účelů - jako koření, plnidlo, zhutňovadlo, na posyp či jako surovina pro přípravu jiných potravin.
Pracharanda vyrobená z pláňat či oskeruší připomíná skořici, kterou v pokrmech často nahrazovala. Dále se využívala jako plnidlo a zhutňovadlo pokrmů, na posyp (namísto drobenky, strouhaného perníku, nebo ve směsi). Nejčastěji bývá spojována se škubánky, knedlíky a šiškami, používá se (či používala) k posypu koláčů a dalšího pečiva, taštiček a jiných sladkých jídel. Namočená v mléce sloužila na výrobu kaší a jako přísada do buchet - buďto samotná, nebo ve směsi s mákem či povidly.
Některé typy hruškových povidel nejsou vyráběné přímo z čerstvého ovoce, ale z pracharandy povařené s cukrem, vodou a skořicí.